# Llanillo
Llanillo es la denominación que corresponde tanto a una localidad como a una Entidad Local Menor, en Castilla la Vieja, hoy comunidad autónoma de Castilla y León, provincia de Burgos (España). Está situada en la comarca de Páramos y en la actualidad depende del Ayuntamiento de Valle de Valdelucio.
Su Alcalde pedáneo (2007-2011) es Nacho Basconcillos Jiménez y Alberto Escobar Basconcillos del Partido Popular.

## Población
En 2024 tenía 53 habitantes (INE).

## Otras Joyas Románicas
- Albacastro: Según la Asociación Hispania Nostra se trata de uno de los templos prerrománicos más singulares de Castilla y León.
- Ahedo de Butrón: Excepcional portada, con su tímpano, arquivolta y capiteles.
- Escalada: Excelente portada, con Moradillo de Sedano y Ahedo de Butrón como fuente de inspiración.
- Escóbados de Abajo Ermita de Nuestra Señora de la Oliva: Variada y excepcional escultura, vegetal y animal.
- Gredilla de Sedano: Destaca especialmente el tímpano de la portada con la escena de la Anunciación-Coronación de la Virgen.
- Huidobro: Portada con ricas labores escultóricas
- Tablada del Rudrón Ermita La Cucarona: No debes perderte el tímpano. Aparece en el centro Cristo-Juez, resucitado y con las manos elevadas como queriendo mostrar sus llagas.

## Valle del Valdelucio
TODO el Románico 
- Corralejo: Iglesia de San Román
- Fuencaliente de Lucio: Iglesia de San Juan Bautista Degollado
- Pedrosa de Valdelucio: Iglesia de Santa Eulalia
- Pedrosa de Valdelucio: Ermita de Nuestra Señora de la Vega
- Renedo de La Escalera: Iglesia de Nuestra Señora de la Asunción
- Solanas de Valdelucio: Iglesia de San Cristóbal
- Villaescobedo: Iglesia de Nuestra Señora de la Concepción

## Historia
Lugar que formaba parte de la Cuadrilla de Valdelucio en el Partido de Villadiego , uno de los catorce que formaban la Intendencia de Burgos, durante el periodo comprendido entre 1785 y 1833. En el Censo de Floridablanca de 1787, jurisdicción de señorío siendo su titular el Duque de Frías; alcalde pedáneo.

## Situación
En la carretera  N-627 , junto a Villaescobedo y Mundilla. Dista 5 km de la capital del municipio, Quintanas.
Wikimapia/Coordenadas: 42°43'49"N 4°4'41"W

## Patrimonio arquitectónico
Iglesia de Santa MarinaConstrucción del siglo XX. Planta circular. Espadaña moderna con dos campanas.
|                            |
| Iglesia. Vista sur; atrio. |

|                                |
| Iglesia. Vista oeste; espadaña |

Ruinas de la iglesia antiguaSe accede por la colada Cañada de Llanillo y se ubica en tierras de labor.
Plaza MayorUrbanización y ajardinamiento (año 2013). Mural de homenaje al campesino.
|              |
| Plaza Mayor. |

|              |
| Plaza Mayor. |

|              |
| Plaza Mayor. |

|              |
| Plaza Mayor. |

## Agro
- Agricultura: en particular patatas.
- Ganadería: de vacuno.
- Vías pecuarias que transcurren por el término:[2]
  - Colada de Fuencaliente-Lucio al monte Cazón: Anchura doce metros y medio.
  - Colada “Cañada de Llanillo”: Anchura de doce metros y medio.

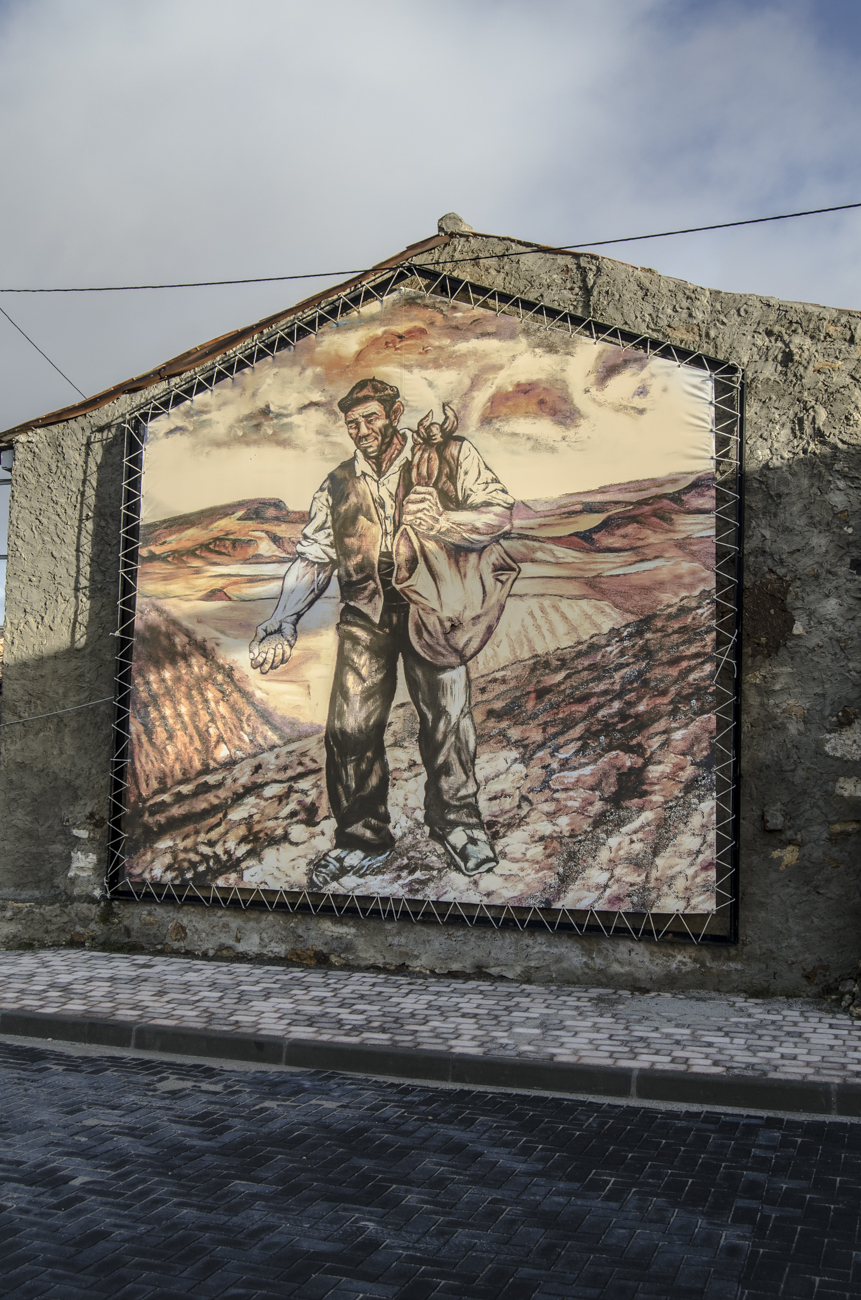
Mural homenaje al campesino.

## Ocio
- Pesca: Acotado de pesca. Trucha.
  - Apto para competiciones como el V Máster de Pesca por Parejas en el lago de Llanillo (2013)[3] y la 7ª Liga de Invierno de Pesca en Lago (2001-2005).

## Galería de imágenes
|                 |
| Fuente y pilón. |

|                      |
| Ganadería y paisaje. |